# Khayat (cantante)
Khayat, pseudonimo di Andrij Oleksandrovyč Chajat, nato Skalkovyč (in ucraino Андрій Олександрович Хайат-Скалкович?; Znam"janka, 3 aprile 1997), è un cantante ucraino.

## Biografia
Originario dell'oblast' di Kirovohrad, si è diplomato in una scuola di musica, specializzandosi nella fisarmonica. Si è successivamente trasferito a Kiev, dove ha conseguito una laurea in lingue straniere presso l'Università pedagogica statale "Mychajlo Drahomanov".
Dopo aver fatto uscire alcuni singoli sotto l'etichetta indipendente Masterskaja, è salito alla ribalta nel 2019, quando ha preso parte alla nona edizione della versione ucraina di The Voice. Durante le audizioni, si è esibito con il brano popolare V kinci hrebli šumljat' verby, conquistando l'approvazione dei giudici ed entrando a far parte del team di Tina Karol'. Il suo percorso è proseguito fino alla fase finale del programma, ove si è classificato terzo. Poco dopo l'esperienza al talent show, ha preso parte a Vidbir 2019, il processo di selezione decretante il rappresentante ucraino all'Eurovision Song Contest, dove ha presentato l'inedito Ever, venendo eliminato nelle semifinali.
Nell'estate del 2019 Khayat ha pubblicato l'album di debutto Chmil'; una delle tracce, Ot i vsja lbv, ha permesso all'artista di vincere il premio simpatia al festival musicale Ukrainian Song Project, che si è svolto presso l'Arena L'viv di Leopoli.
Nel 2020 ha partecipato nuovamente a Vidbir, presentando l'inedito Call for Love. Dopo aver superato le semifinali, Khayat si è esibito durante la serata finale, dove si è piazzato al 2º posto su sedici partecipanti, perdendo a favore dei Go_A.
Nel 2021 Khayat ha ricevuto una candidatura per lo YUNA al miglior interprete maschile, i principali riconoscimenti musicali in Ucraina, così come la sua manager Alina Makarec' che ha ricevuto una candidatura al Miglior manager.
Nel 2024 viene nuovamente confermato tra i finalisti dell'edizione 2025 di Vidbir, dove ha presentato il brano Honor, piazzandosi quarto.

## Discografia

### Album in studio
- 2019 – Chmil'

### EP
- 2021 – Ultra
- 2023 – Ultra II

### Singoli
- 2018 – Devočka
- 2018 – Jasno
- 2019 – Ever
- 2019 – Osoka
- 2020 – Call for Love
- 2021 – Hovoryla
- 2020 – Temno
- 2021 – Krok
- 2021 – Himn zemli
- 2022 – Polon
- 2022 – Pid doščem
- 2022 – Zorepad
- 2022 – Kolo
- 2022 – Nechaj
- 2023 – Tanu (con Roxolana)
- 2023 – De ty?
- 2024 – V kinci hrebli šumljat' verby
- 2024 – Psál'ma
- 2024 – Pobjeda-trans
- 2024 – I Will
- 2024 – Rubikon
- 2025 – Honor

Come artista ospite
- 2019 – Vesnjanka (Yuko feat. Khayat)
- 2022 – Razom do peremohy (Ol'ha Poljakova, Dorofjejeva e Jerry Heil feat. Tayanna, Anna Trinčer, Mélovin, Zlata Ohnjevič, Ivan Navi, Olja Cybulska, Nikita Lomakin, Khayat, MamaRika, Tarabarova, Alen Omarhalyeva, TOK e Nino Basilaja)
- 2022 – Mad Love (A Song for Ukraine) (Come parte di United for Ukraine)

## Riconoscimenti
- Canzone ucraina dell'anno
  - 2020 – Canzone dell'anno per Osoka[12]

- YUNA
  - 2020 – Candidatura alla rivelazione dell'anno[13]
  - 2021 – Candidatura al miglior artista maschile[9]